# Чхеккє
Чхеккє (кор. 책계왕, 責稽王, Chaekgye-wang, Ch'aekkye-wang) — корейський ван, дев'ятий правитель держави Пекче періоду Трьох держав.

## Походження
Був старшим сином вана Коя. Зійшов на трон після смерті батька 286 року. «Самгук Сагі» змальовує його як високого й кремезного, а також повідомляє, що він був натхненним і героїчним правителем.

## Правління
Ван Чхеккє був одружений з дочкою правителя китайського округу Дайфан. Тому, коли до володінь останнього вдерлися сили Когурьо, ван поспішив на допомогу. Вже 298 року Чхеккє був убитий під час атаки на Пекче військ з китайського округу Лолан.